# Baba Yetu
Baba Yetu ist ein musikalisches Werk des Komponisten Christopher Tin und erschien erstmals im Oktober 2005 als Titelmelodie des Videospiels Sid Meier’s Civilization IV.

## Hintergrund
Christopher Tin komponierte Baba Yetu im Jahr 2005, als der Computerspiel-Designer Soren Johnson ihn darum bat, einen Titelsong für das Computerspiel Sid Meier’s Civilization IV zu schreiben. Tin und Johnson kannten sich aus ihrer Studienzeit, sie waren Zimmerkollegen an der Stanford-Universität. Das Stück wurde aufgenommen mit dem Gesang von Ron Ragin und dem Studenten-Chor Stanford Talisman, der durch seine Musik kulturübergreifend Geschichten vermitteln möchte. Für die Veröffentlichung auf Tins 2009 erschienenem Debütalbum Calling All Dawns wurde es von Ron Ragin und dem Soweto Gospel Choir gesungen.
Im Jahr 2007 wurde Baba Yetu von Alfred Music Publishing veröffentlicht und im Jahr 2011 von Tin für einen vierstimmigen SATB a cappella Chor mit optionaler Percussion-Begleitung neu arrangiert.

## Auszeichnungen
Am 5. Dezember 2010 wurde öffentlich, dass Baba Yetu für die 53. Grammy Awards in der Kategorie Bestes Instrumentalarrangement mit Gesangsbegleitung nominiert wurde. Damit wurde zum ersten Mal ein Musikstück für einen Grammy Award nominiert, das für ein Computerspiel komponiert wurde. Am 13. Februar 2011 wurde das Lied als Sieger seiner Kategorie verkündet. Bei der Verleihung der 10. Independent Music Awards (IMAs) war Baba Yetu zudem der Sieger in den Kategorien Song Used in Film/TV/Multimedia und World Beat Song. Weiterhin wurde das Lied zu den Game Audio Network Guild Awards im Jahr 2006 mit zwei Preisen ausgezeichnet.
Baba Yetu wurde an verschiedenen Orten und zu Veranstaltungen auf der ganzen Welt aufgeführt, darunter in der Royal Festival Hall, im Kennedy Center, in der Hollywood Bowl und Carnegie Hall, an der Dubai Fountain und zum Neujahrskonzert der 67. Sitzung der Generalversammlung der Vereinten Nationen. Zahlreiche Chöre rund um den Globus haben Baba Yetu in ihr Repertoire aufgenommen.
Im Jahr 2016 erhielt Christopher Tin einen Eintrag im Guinness-Buch der Rekorde für den ersten Titelsong zu einem Videospiel, der mit einem Grammy ausgezeichnet wurde.

## Liedtext
Der Text von Baba Yetu ist das Vater Unser in der Sprache Swahili.
| Swahili | Deutsch |
| Baba Yetu | Baba Yetu |
| --- | --- |
| Baba yetu, yetu uliye Mbinguni yetu, yetu amina! Baba yetu, yetu uliye M jina lako e litukuzwe. Utupe leo chakula chetu tunachohitaji Utusamehe makosa yetu, hey! Kama nasi tunavyowasamehe waliotukosea Usitutie katika majaribu, lakini Utuokoe, na yule, muovu e milele! Ufalme wako ufike utakalo Lifanyike duniani kama mbinguni. (Amina) | Vater unser, der du bist im Himmel. Amen! Vater unser, geheiligt werde dein Name. Unser tägliches Brot gib uns heute, Vergib uns unsere Schuld, hey! Wie auch wir vergeben unsern Schuldigern. Führe uns nicht in Versuchung, sondern erlöse uns von dem Bösen! Dein Reich komme. Dein Wille geschehe, wie im Himmel, so auf Erden. (Amen) |